# Чекеренда Богдан Володимирович
Богда́н Володи́мирович Чекеренда — старший сержант Збройних Сил України.

## Життєпис
Мешкав в Олицькій територіальній громаді на Волині.
Старший сержант, військовослужбовець ЗС України (підрозділ не уточнено). До війни був багаторічним сільським головою с. Покащева на Волині, працював директором комунального підприємства при Олицькій селищній раді.
Згідно з повідомленням Волинської обласної військової адміністрації, загинув внаслідок кульового поранення в боях з агресором на Житомирщині.
Похований 4 березня 2022 року на Волині.

## Нагороди
- Орден «За мужність» III ступеня (2022, посмертно) — за особисту мужність і самовіддані дії, виявлені у захисті державного суверенітету та територіальної цілісності України, вірність військовій присязі.